# Asceles panteli
Asceles panteli är en insektsart som beskrevs av Ludwig Redtenbacher 1908. Asceles panteli ingår i släktet Asceles och familjen Diapheromeridae. Inga underarter finns listade i Catalogue of Life.